# Aleksandrowka (rejon bawliński)
Aleksandrowka (ros. Александровка) – wieś (sieło) w Rosji, w Tatarstanie, w rejonie bawlińskim. W 2010 liczyła 1141 mieszkańców.